# Phillip Paley
Phillip Paley (Los Angeles, 15 settembre 1963) è un attore statunitense.

## Biografia
Paley ha iniziato la sua carriera di attore, all'età di dieci anni nel ruolo di Cha-Ka, della serie televisiva americana del 1974 La valle dei dinosauri (Land of the Lost). Fu scoperto per il ruolo diventando una cintura nera di karate all'età di nove anni e così apparve nel 1973 in The Tonight Show Starring Johnny Carson insieme a Chuck Norris. Nel 1988 ha recitato nel film Palle da spiaggia (Beach Balls) diretto da Joe Ritter.

## Filmografia

### Cinema
- Palle da spiaggia (Beach Balls), regia di Joe Ritter (1988)

### Serie TV
- Apple's Way – serie TV, episodi 1x4 (1974)
- La valle dei dinosauri (Land of the Lost) – serie TV, 29 episodi (1974-1976)
- Airwolf – serie TV, episodi 2x22 (1985)